# 难达岛
难达岛，或音译为伊纳克塞瑟布尔岛，又称不可至岛，是一个死火山岛，面积为14平方公里，位于特里斯坦-达库尼亚群岛西南方45公里。伊纳克塞瑟布尔岛属于英国海外领地，尽管它历史上不曾有过永久居民。联合国教科文组织将伊纳克塞瑟布尔岛和戈夫岛一起做为一个受保护的野生动物保护区并且列入世界遗产。